# Temimilcingo
Temimilcingo es una localidad del estado mexicano de Morelos. Es parte del municipio de Tlaltizapán.

## Toponimia
El nombre «Temimilcingo» proviene de los términos en náhuatl: temimitl, columna de piedra; tzin, diminutivo; co, locativo. Su significado es «Lugar de pequeñas columnas de piedra».

## Demografía
| Gráfica de evolución demográfica |
|                                  |

| Censo | Población |
| ----- | --------- |
| 1900  | 234       |
| 1910  | 276       |
| 1921  | 312       |
| 1930  | 275       |
| 1940  | 506       |
| 1950  | 492       |
| 1960  | 766       |
| 1970  | 838       |
| 1980  | 1356      |
| 1990  | 1200      |
| 2000  | 1349      |
| 2010  | 1560      |
| 2020  | 1504      |